# RSC Anderlecht in het seizoen 1990/91
Dit artikel beschrijft de prestaties van de Belgische voetbalclub RSC Anderlecht in het seizoen 1990–1991, waarin de Brusselse club kampioen werd.

## Gebeurtenissen

### Transfers
Nadat RSC Anderlecht een seizoen eerder al de trainer van KV Mechelen had aangetrokken, namen de Brusselaars nu ook verdediger Graeme Rutjes over van de Antwerpse club. Bij KSV Waregem kocht Anderlecht middenvelder Alain Van Baekel, die enkele seizoenen eerder met zijn West-Vlaamse ploeggenoten nog de halve finale van de UEFA Cup bereikt had. Verder trok Anderlecht ook de 32-jarige verdediger Michel De Wolf aan en de boomlange spits John van Loen. Een andere opvallende transfer was die van de Ghanese tiener Nii Lamptey, die manager Michel Verschueren met de hulp van verdediger Stephen Keshi van Afrika naar België had gehaald.

### Competitie
De Brusselaars begonnen slecht aan het seizoen met slechts één zege in de eerste vijf wedstrijden. Doordat Anderlecht ook later dan de meeste clubs aan het seizoen begon, moest het meteen achtervolgen. Onder meer Standard Luik, Sporting Charleroi en het AA Gent van trainer René Vandereycken begonnen uitstekend aan het seizoen. Van de drie clubs hield Gent het het langst vol. De Oost-Vlamingen werden herfstkampioen en bleven ook na de winterstop lange tijd aan de leiding.
Titelverdediger Club Brugge was in het seizoen 1990/91 een minder grote concurrent. In het Astridpark won Anderlecht met 5–1 van Club Brugge, na onder meer een hattrick van Luc Nilis, en in Brugge won Anderlecht met 0–2. De duels tegen KV Mechelen en Gent waren spannender; Anderlecht speelde tegen beide teams twee keer gelijk. De drie clubs waren aan elkaar gewaagd en zouden uiteindelijk ook samen de top drie vormen.
Paars-wit haalde het uiteindelijk na een spannende strijd met drie punten voorsprong op Mechelen en zes op Gent, dat in het slot van de competitie terugzakte naar de derde plaats. Anderlecht kroonde zich op 32e speeldag tot kampioen, na een krappe zege in de Brusselse derby tegen RWDM. Het was tevens de 1000e overwinning van Anderlecht in de eerste klasse. Toen Marc Degryse in het slot van de wedstrijd het winnende doelpunt scoorde, stormde een enthousiaste De Mos in een drakenjasje het veld op en jutte het publiek op. Naar het voorbeeld van De Mos bestormden ook honderden supporters het veld. De scheidsrechter werd zo gedwongen de wedstrijd te beëindigen, tot grote frustratie van de RWDM-spelers die tevergeefs eisten dat de wedstrijd hervat werd.

### Beker van België
In de Beker van België verloor Anderlecht in de 1/8 finale met 0–2 van Club Brugge, dat de beker uiteindelijk ook zou veroveren na een finale tegen KV Mechelen.

### UEFA Cup
In de UEFA Cup kende paars-wit meer succes. De Brusselaars schakelden in de 1/8 finale het Duitse Borussia Dortmund uit. Anderlecht won de heenwedstrijd met 1–0 en had in de terugwedstrijd genoeg aan een kleine nederlaag (2–1) om door te stoten. In de kwartfinale stond AS Roma tegenover Anderlecht. De Italianen wonnen de heenwedstrijd overtuigend met 3–0. In de terugwedstrijd toonde de Duitse spits Rudi Völler zich van zijn meest trefzekere kant. Hij scoorde in minder dan 70 minuten een hattrick. Anderlecht verloor het duel met 2–3.

### Individuele prijzen
Het was vooral de Braziliaanse aanvaller Luis Oliveira die in het seizoen 1990/91 hoge ogen gooide. De Braziliaan, die later ook de Belgische nationaliteit zou verwerven, werd tweede in het referendum van de Gouden Schoen en werd enkele maanden later uitgeroepen tot Man van het Seizoen. Met achttien doelpunten eindigde hij ook in de top vijf van de Belgische topschutterslijst. De 19-jarige vleugelverdediger Bertrand Crasson, die in het seizoen 1990/91 volledig doorbrak, werd verkozen tot Jonge Profvoetballer van het Jaar. Hij was de eerste Anderlechtspeler die de trofee in ontvangst mocht nemen.
- Man van het Seizoen – Luis Oliveira
- Jonge Profvoetballer van het Jaar – Bertrand Crasson

## Spelerskern
| Naam                 | Nationaliteit | Geboortedatum | Vorige club                 |
| -------------------- | ------------- | ------------- | --------------------------- |
| Keepers              |               |               |                             |
| Filip De Wilde       | België        | 05-07-1964    | KSK Beveren (1981–1987)     |
| Peter Maes           | België        | 01-06-1964    | Racing Mechelen (1989–1990) |
| Verdedigers          |               |               |                             |
| Bertrand Crasson     | België        | 05-10-1971    | /                           |
| Michel De Wolf       | België        | 19-01-1958    | KV Kortrijk (1985–1987)     |
| Benjamin Debusschere | België        | 07-12-1968    | /                           |
| Stephen Keshi        | Nigeria       | 31-01-1961    | KSC Lokeren (1985–1987)     |
| Wim Kooiman          | Nederland     | 09-09-1960    | Cercle Brugge (1980–1988)   |
| Guy Marchoul         | België        | 04-11-1965    | /                           |
| Graeme Rutjes        | Nederland     | 26-03-1960    | KV Mechelen (1985–1990)     |
| Adri van Tiggelen    | Nederland     | 16-06-1957    | FC Groningen (1983–1986)    |
| Middenvelders        |               |               |                             |
| Marc Degryse         | België        | 04-09-1965    | Club Brugge (1983–1989)     |
| Charly Musonda       | Zambia        | 22-08-1969    | Cercle Brugge (1986–1987)   |
| Olivier Pypens       | België        | 09-09-1972    | /                           |
| Kari Ukkonen         | Finland       | 19-02-1961    | KSC Lokeren (1986–1987)     |
| Alain Van Baekel     | België        | 20-06-1961    | KSV Waregem (1983–1990)     |
| Pär Zetterberg       | Zweden        | 14-10-1970    | Falkenbergs FF (1986)       |
| Aanvallers           |               |               |                             |
| Nii Lamptey          | Ghana         | 10-12-1974    | Young Corners (1989)        |
| Luc Nilis            | België        | 25-05-1967    | FC Winterslag (1984–1986)   |
| Luis Oliveira        | Brazilië      | 24-03-1969    | /                           |
| Marc Van Der Linden  | België        | 04-02-1964    | Antwerp FC (1981–1989)      |
| John van Loen        | Nederland     | 04-02-1965    | Roda JC (1988–1990)         |
| Gert Verheyen        | België        | 20-09-1970    | Lierse SK (1986–1988)       |

## Technische staf
|                    |                   |               |
| Functie            | Naam              | Nationaliteit |
| Coach              | Aad de Mos (foto) | Nederland     |
| Assistent-coach    | Jean Dockx        | België        |
| Keeperstrainer     | Nico de Bree      | Nederland     |
| Ploegafgevaardigde | Pierre Leroy      | België        |

## Resultaten
Een overzicht van de competities waaraan Anderlecht in het seizoen 1990-1991 deelnam.
| Seizoen 1990/91  | Seizoen 1990/91 | Seizoen 1990/91    |
| Competitie       | Resultaat       | Uitgeschakeld door |
| ---------------- | --------------- | ------------------ |
| Eerste klasse    | Kampioen        |                    |
| Beker van België | 1/8 finale      | Club Brugge        |
| UEFA Cup         | Kwartfinale     | AS Roma            |

## Uitrustingen
Shirtsponsor(s): Generale Bank

Sportmerk: adidas
| Thuis | Uit | Doelman | Doelman | Doelman |

## Transfers

### Zomer
| Naam               | Nationaliteit | Van/naar              | Type           |
| ------------------ | ------------- | --------------------- | -------------- |
| Inkomend           |               |                       |                |
| Nii Lamptey        | Ghana         | Young Corners         | Gekocht        |
| Peter Maes         | België        | Racing Mechelen       | Gekocht        |
| Graeme Rutjes      | Nederland     | KV Mechelen           | Gekocht        |
| John van Loen      | Nederland     | Roda JC               | Gekocht        |
| Michel De Wolf     | België        | KV Kortrijk           | Gekocht        |
| Alain Van Baekel   | België        | KSV Waregem           | Gekocht        |
| Marc Wuyts         | België        | Racing Mechelen       | Einde huur     |
| Uitgaand           |               |                       |                |
| Milan Janković     | Joegoslavië   | /                     | Einde carrière |
| Henrik Andersen    | Denemarken    | 1. FC Köln            | Verkocht       |
| Georges Grün       | België        | Parma                 | Verkocht       |
| Arnór Guðjohnsen * | IJsland       | Girondins de Bordeaux | Verkocht       |
| Ranko Stojić       | Joegoslavië   | Sporting Charleroi    | Verkocht       |
| Marc Wuyts         | België        | Sporting Charleroi    | Verkocht       |
| Donald Van Durme   | België        | KV Kortrijk           | Verkocht       |
| Patrick Vervoort   | België        | Girondins de Bordeaux | Verkocht       |
| Robert Slater      | Australië     | RC Lens               | Verkocht       |
| Samba N'Diaye      | Senegal       | FC Metz               | Verkocht       |
| Philip Osondu      | Nigeria       | RWDM                  | Huur           |

* Guðjohnsen werd in oktober 1990 verkocht aan Bordeaux.

### Winter
| Naam         | Nationaliteit | Van/naar  | Type |
| ------------ | ------------- | --------- | ---- |
| Uitgaand     |               |           |      |
| Guy Marchoul | België        | Lierse SK | Huur |

## Competitie

### Overzicht
| Speeldag  | 1 | 2 | 3 | 4 | 5 | 6 | 7 | 8  | 9  | 10 | 11 | 12 | 13 | 14 | 15 | 16 | 17 | 18 | 19 | 20 | 21 | 22 | 23 | 24 | 25 | 26 | 27 | 28 | 29 | 30 | 31 | 32 | 33 | 34 |
| --------- | - | - | - | - | - | - | - | -- | -- | -- | -- | -- | -- | -- | -- | -- | -- | -- | -- | -- | -- | -- | -- | -- | -- | -- | -- | -- | -- | -- | -- | -- | -- | -- |
| Resultaat | w | v | v | g | g | w | w | w  | w  | w  | g  | w  | w  | w  | w  | g  | w  | w  | w  | w  | w  | g  | v  | w  | w  | w  | w  | w  | g  | w  | w  | w  | g  | v  |
| Punten    | 2 | 2 | 2 | 3 | 4 | 6 | 8 | 10 | 12 | 14 | 15 | 17 | 19 | 21 | 23 | 24 | 26 | 28 | 30 | 32 | 34 | 35 | 35 | 37 | 39 | 41 | 43 | 45 | 46 | 48 | 50 | 52 | 53 | 53 |

### Klassement
|         |    |                    | GW | W  | G  | V  | DV | DT | DS  | Ptn |
| ------- | -- | ------------------ | -- | -- | -- | -- | -- | -- | --- | --- |
| K       | 1  | RSC Anderlecht     | 34 | 23 | 7  | 4  | 74 | 22 | 52  | 53  |
| (UEFA)  | 2  | KV Mechelen        | 34 | 20 | 10 | 4  | 59 | 24 | 35  | 50  |
| (UEFA)  | 3  | AA Gent            | 34 | 20 | 7  | 7  | 67 | 37 | 30  | 47  |
| (UEFA)  | 4  | Club Brugge        | 34 | 18 | 11 | 5  | 61 | 27 | 34  | 47  |
| (beker) | 5  | Germinal Ekeren    | 34 | 17 | 8  | 9  | 55 | 41 | 14  | 42  |
|         | 6  | Standard Luik      | 34 | 16 | 10 | 8  | 51 | 42 | 9   | 42  |
|         | 7  | Antwerp FC         | 34 | 11 | 14 | 9  | 54 | 45 | 9   | 36  |
|         | 8  | Sporting Charleroi | 34 | 9  | 15 | 10 | 36 | 36 | 0   | 33  |
|         | 9  | KSC Lokeren        | 34 | 12 | 8  | 14 | 41 | 45 | −4  | 32  |
|         | 10 | Club Luik          | 34 | 11 | 10 | 13 | 42 | 45 | −3  | 32  |
|         | 11 | Lierse SK          | 34 | 9  | 11 | 14 | 26 | 41 | −15 | '29 |
|         | 12 | RWDM               | 34 | 10 | 8  | 16 | 40 | 45 | −5  | 28  |
|         | 13 | KSV Waregem        | 34 | 8  | 12 | 14 | 33 | 45 | −12 | 28  |
|         | 14 | KRC Genk           | 34 | 9  | 8  | 17 | 31 | 66 | −35 | 26  |
|         | 15 | KV Kortrijk        | 34 | 10 | 5  | 19 | 41 | 57 | −16 | 25  |
|         | 16 | Cercle Brugge      | 34 | 9  | 7  | 18 | 40 | 73 | −33 | 25  |
|         | 17 | Sint-Truidense VV  | 34 | 6  | 10 | 18 | 30 | 51 | −21 | 22  |
|         | 18 | Beerschot VAV      | 34 | 5  | 5  | 24 | 33 | 72 | −39 | 15  |

## Statistieken
De speler met de meeste wedstrijden is in het groen aangeduid, de speler met de meeste doelpunten in het geel.
| Naam                 | Eerste Klasse | Eerste Klasse | Beker van België | Beker van België | UEFA Cup | UEFA Cup | Totaal | Totaal |
| Naam                 | Wed.          | Goals         | Wed.             | Goals            | Wed.     | Goals    | Wed.   | Goals  |
| -------------------- | ------------- | ------------- | ---------------- | ---------------- | -------- | -------- | ------ | ------ |
| Benjamin Debusschere | 0             | 0             | 1                | 0                | 0        | 0        | 1      | 0      |
| Bertrand Crasson     | 28            | 1             | 2                | 0                | 8        | 0        | 38     | 1      |
| Filip De Wilde       | 34            | 0             | 3                | 0                | 8        | 0        | 45     | 0      |
| Michel De Wolf       | 33            | 1             | 2                | 0                | 8        | 0        | 43     | 1      |
| Marc Degryse         | 32            | 12            | 3                | 2                | 7        | 0        | 42     | 14     |
| Stephen Keshi        | 16            | 2             | 0                | 0                | 3        | 0        | 19     | 2      |
| Wim Kooiman          | 33            | 3             | 3                | 0                | 8        | 1        | 44     | 4      |
| Nii Lamptey          | 14            | 7             | 1                | 0                | 2        | 1        | 17     | 8      |
| Peter Maes           | 0             | 0             | 0                | 0                | 0        | 0        | 0      | 0      |
| Guy Marchoul         | 1             | 0             | 0                | 0                | 1        | 0        | 2      | 0      |
| Charly Musonda       | 23            | 1             | 3                | 0                | 6        | 0        | 32     | 1      |
| Luc Nilis            | 30            | 19            | 2                | 2                | 6        | 3        | 38     | 24     |
| Luis Oliveira        | 33            | 18            | 3                | 2                | 8        | 1        | 44     | 21     |
| Olivier Pypens       | 1             | 0             | 0                | 0                | 0        | 0        | 1      | 0      |
| Graeme Rutjes        | 33            | 3             | 3                | 1                | 8        | 1        | 44     | 5      |
| Kari Ukkonen         | 2             | 0             | 0                | 0                | 0        | 0        | 2      | 0      |
| Alain Van Baekel     | 27            | 2             | 3                | 1                | 7        | 1        | 37     | 4      |
| Marc Van Der Linden  | 7             | 0             | 1                | 0                | 1        | 1        | 9      | 1      |
| John van Loen        | 26            | 3             | 3                | 2                | 5        | 0        | 34     | 5      |
| Adri van Tiggelen    | 25            | 0             | 2                | 0                | 6        | 0        | 33     | 0      |
| Gert Verheyen        | 24            | 1             | 3                | 0                | 8        | 2        | 35     | 3      |
| Pär Zetterberg       | 2             | 0             | 0                | 0                | 1        | 0        | 3      | 0      |

## Afbeeldingen

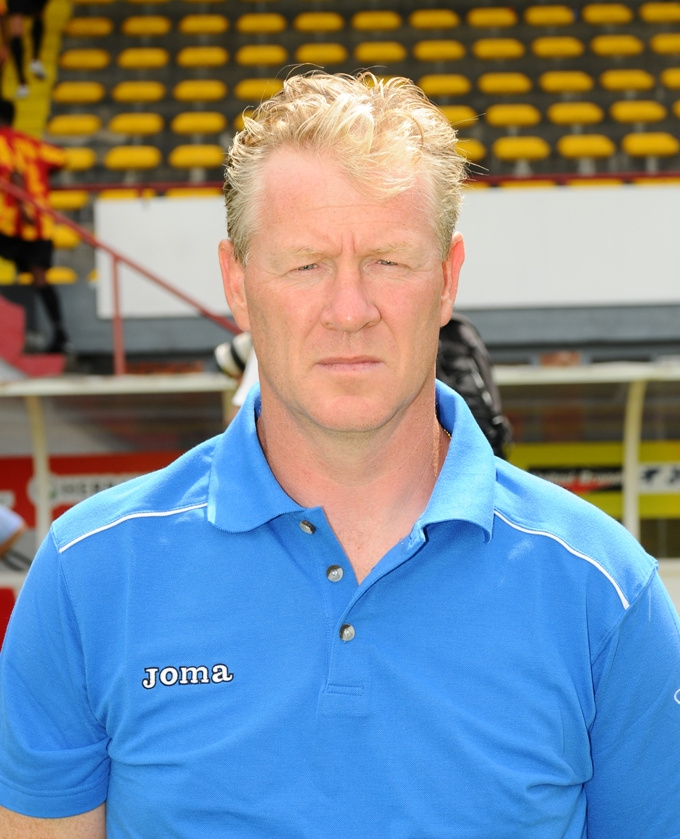
Peter Maes (doelman)
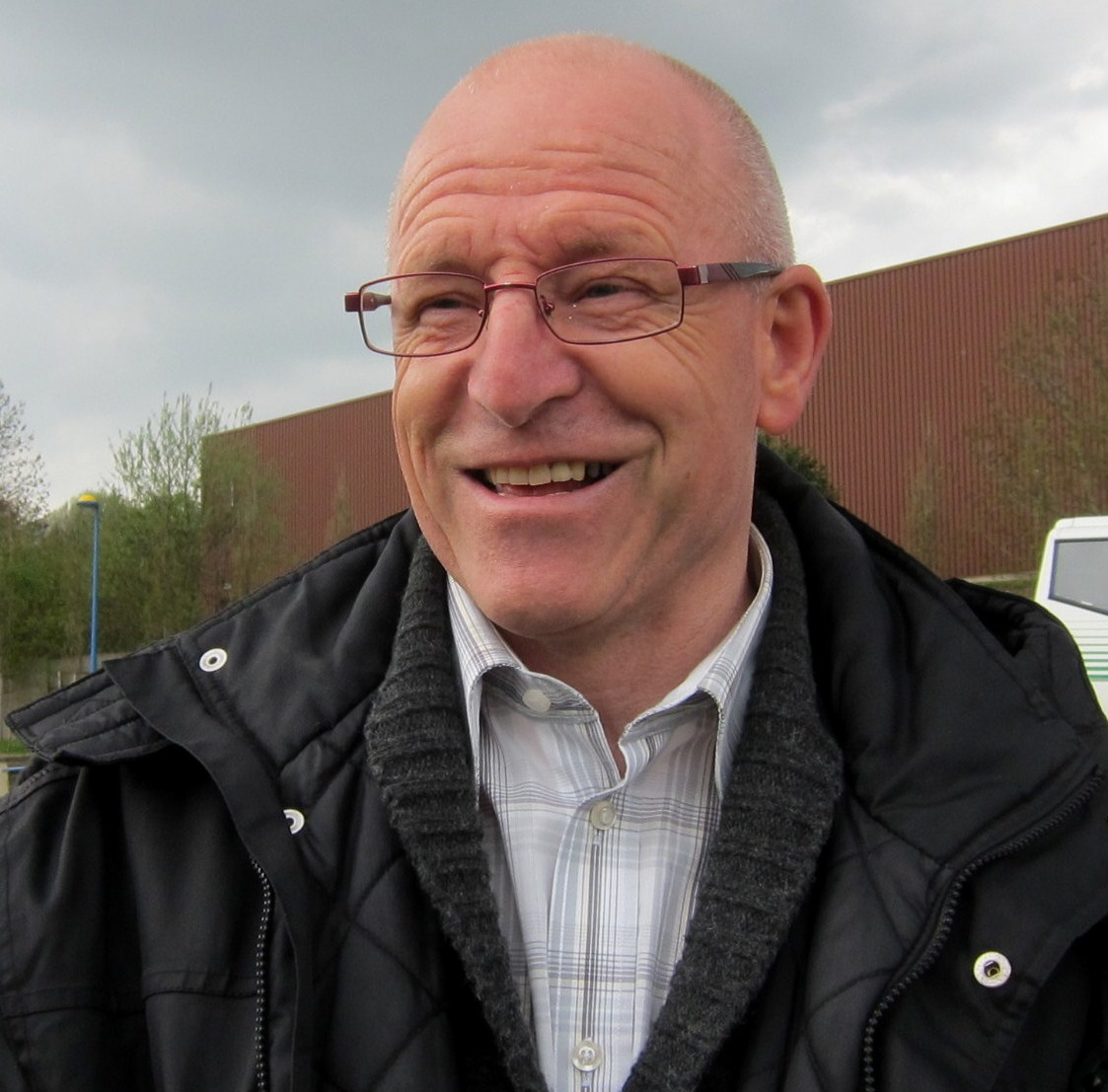
Michel De Wolf (verdediger)
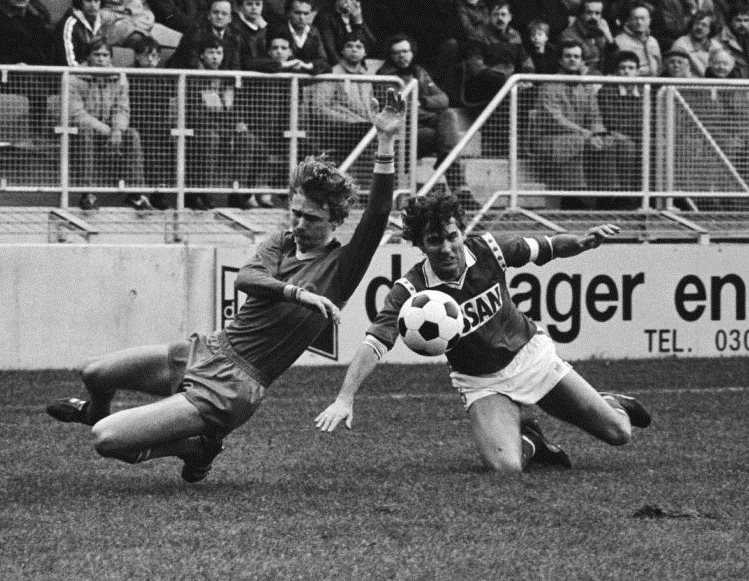
Adri van Tiggelen (verdediger)
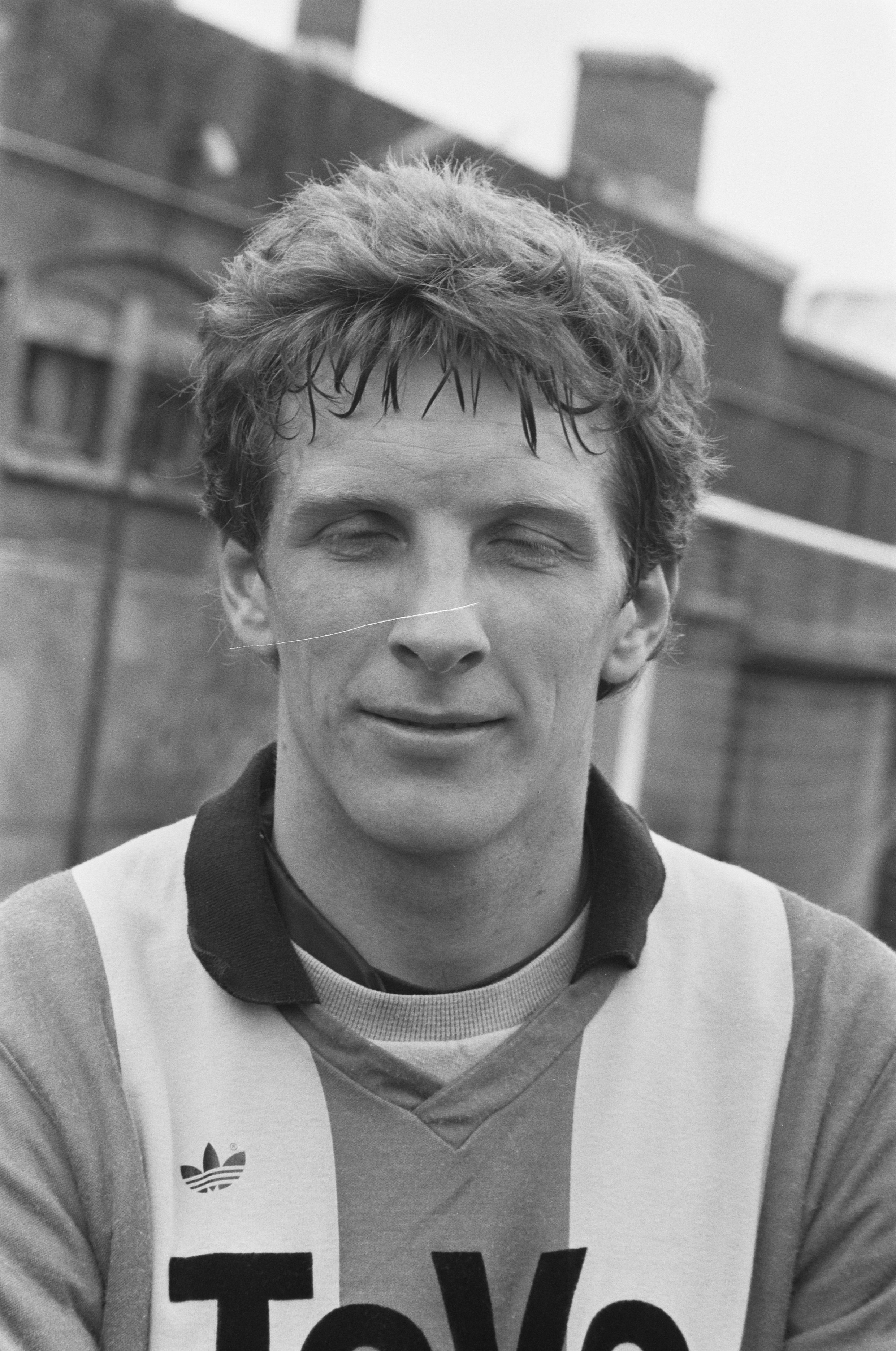
Graeme Rutjes (verdediger)
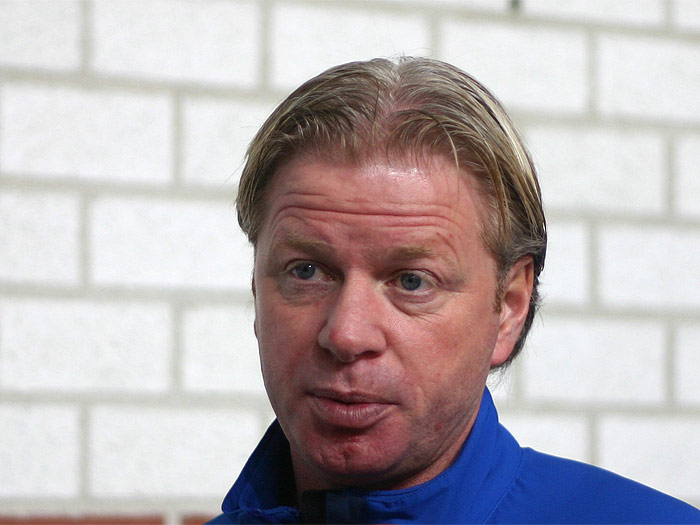
John van Loen (aanvaller)